# Ctenogobius chengtuensis
Ctenogobius chengtuensis és una espècie de peix de la família dels gòbids i de l'ordre dels perciformes que es troba a Àsia: la Xina.
És un peix d'aigua dolça, de clima subtropical i demersal. És inofensiu per als humans.